# Marchegg
Marchegg ist eine als Storchenstadt bekannte Stadtgemeinde mit 3113 Einwohnern (Stand 1. Jänner 2025) im Bezirk Gänserndorf in Niederösterreich.

## Geografie

Marchegg und die westlichen Marchauen um 1873 (Aufnahmeblatt der Landesaufnahme)

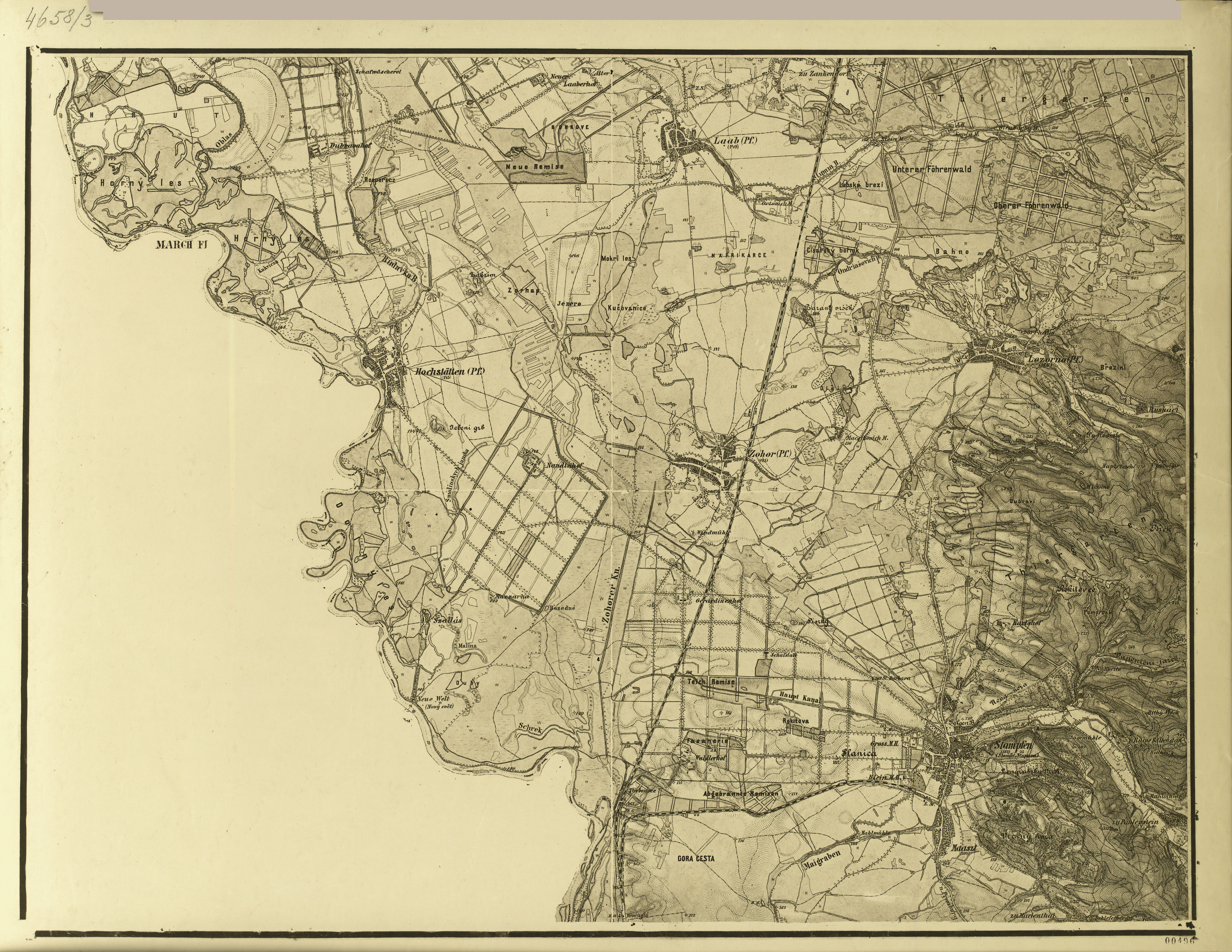
Jenseits der March, östlich von Marchegg: Stampfen, Zohor, Lozorno und Umgebung

Marchegg gehört formal zum Weinviertel, einem der vier Landesteile Niederösterreichs. Die Fläche der Stadtgemeinde Marchegg umfasst 45,52 km². 15,47 % der Fläche sind bewaldet.
Die Stadt liegt an der March, die die Grenze zur Slowakei bildet, und somit am Ostrand des Marchfeldes. In die Slowakei führen eine Bahnbrücke der Ostbahn (Marchegger Ast) und eine kombinierte Fahrrad-Fußgängerbrücke. Eine Straßenbrücke besteht nicht.
Die weiten Marchauen, bei Hochwasser überschwemmt, sind wegen ihrer Flora und Fauna geschützt.

### Gemeindegliederung
Das Gemeindegebiet umfasst folgende zwei Ortschaften (in Klammern Einwohnerzahl 1. Jänner 2025):
- Breitensee (800), (kroat. Bratisej)[3]
- Marchegg (2313), (kroat. Marhek)[3]

Die Ortschaft Marchegg umfasst neben dem historischen Ortskern auch die Siedlung Marchegg Bahnhof.
Die Gemeinde besteht aus den Katastralgemeinden Breitensee und Marchegg.

### Nachbargemeinden
| Weiden an der March | Vysoká pri Morave                           | Zohor             |
| Lassee              | Kompassrose, die auf Nachbargemeinden zeigt | Stupava           |
|                     | Engelhartstetten (Groißenbrunn)             | Devínska Nová Ves |

## Geschichte
Die Stadt und das Schloss Marchegg wurden 1268 von König Přemysl Ottokar II. von Böhmen, der damals in Österreich herrschte, und dem Bischof von Olmütz Bruno von Schauenburg, als Stadt an der Grenze zu Königreich Ungarn erbaut. Es handelt sich um eine Gründungsstadt, die nach mittelalterlichen Planungsgrundsätzen mittels Achsenkreuz angelegt wurde. Bemerkenswert ist die Lage und Orientierung der Pfarrkirche, die mit der Geometrie der Stadt verknüpft ist. Das Langhaus wurde am Gründonnerstag und der Chor am Ostersonntag in diese Zeit nach der aufgehenden Sonne orientiert, sodass die Längsachse der Kirche einen leichten Achsknick aufweist.
Österreich fungierte Anfang der 1970er Jahre als Transitland für auswandernde jüdische Sowjetbürger. Die Auswandererzüge erreichten Österreich an der Grenzstation Marchegg. Hier fand am 28. September 1973 der erste Terrorakt von Palästinensern in Österreich statt. Aus einem Zug mit jüdischen Emigranten wurden vier Geiseln (drei Emigranten und ein österreichischer Zollbeamter) entführt und zum Flughafen Wien gebracht. Nach Zusicherung der Bundesregierung zur Auflösung des Transitlagers in Schloss Schönau wurden die Terroristen am 29. September 1973 ausgeflogen. (Siehe: Geiselnahme in Marchegg)

## Kultur und Sehenswürdigkeiten
- Stadtbefestigung Marchegg: Das Wienertor und Ungartor sind noch erhalten.
- Schloss Marchegg: Im 13. Jahrhundert als Wasserburg erbaut, in der Barockzeit umgebaut und als Jagdschloss verwendet.
- Katholische Pfarrkirche Marchegg hl. Margaretha: Der mächtige, mehrfach veränderte Sakralbau mit dominierendem frühgotischem Chor aus dem 3. Viertel des 13. Jahrhunderts war ursprünglich von einem Friedhof umgeben, befindet sich in der Stadtmitte und ist der hl. Margaretha geweiht. Die Kirche war nach 1260 als große dreischiffige Stadtpfarrkirche konzipiert. Nach schweren Zerstörungen durch den ersten österreichischen Türkenkrieg 1529 und 1634 (Schwedenkrieg) wurde nur der Chorbau als Kirche verwendet. Unter Karl Fürst Pálffy errichtete man 1789/90 das gegenüber dem Chor wesentlich kleinere Langhaus. Der zweigeschoßige Westturm mit steilem Spitzhelm wurde 1855 errichtet.[6]
- Katholische Pfarrkirche Breitensee Hll. Peter und Paul
- Das Priorat Maria Königin, der Gemeinschaft vom heiligen Johannes, wurde 1994 gegründet.
- Museumsdepot im Lokschuppen: Die nicht mehr benötigte Lokomotivhalle im Bahnhof Marchegg wurde 2012 langfristig vom Technischen Museum gemietet, renoviert und mit Gleisen unterschiedlicher Spurweite ausgestattet. Das Gebäude wird als Depothalle für Eisenbahnlokomotiven und Waggons verwendet. Damit werden die bisher an verschiedenen Standorten deponierten Objekte der Eisenbahnsammlung des Museums erstmals in einer Halle vereint.[7]
- Vogelschutzgebiet March-Thaya-Auen
- FFH-Gebiet March-Thaya-Auen[8]
- Landschaftsschutzgebiet Donau-March-Thaya-Auen
- Naturschutzgebiet Untere Marchauen, zugleich WWF Naturreservat Marchegg des World Wide Fund for Nature (WWF Österreich) mit etwa 50 Weißstorch-Paaren, die auf Bäumen ihre Horste bauen.
- Naturschutzgebiet Kleiner Breitensee

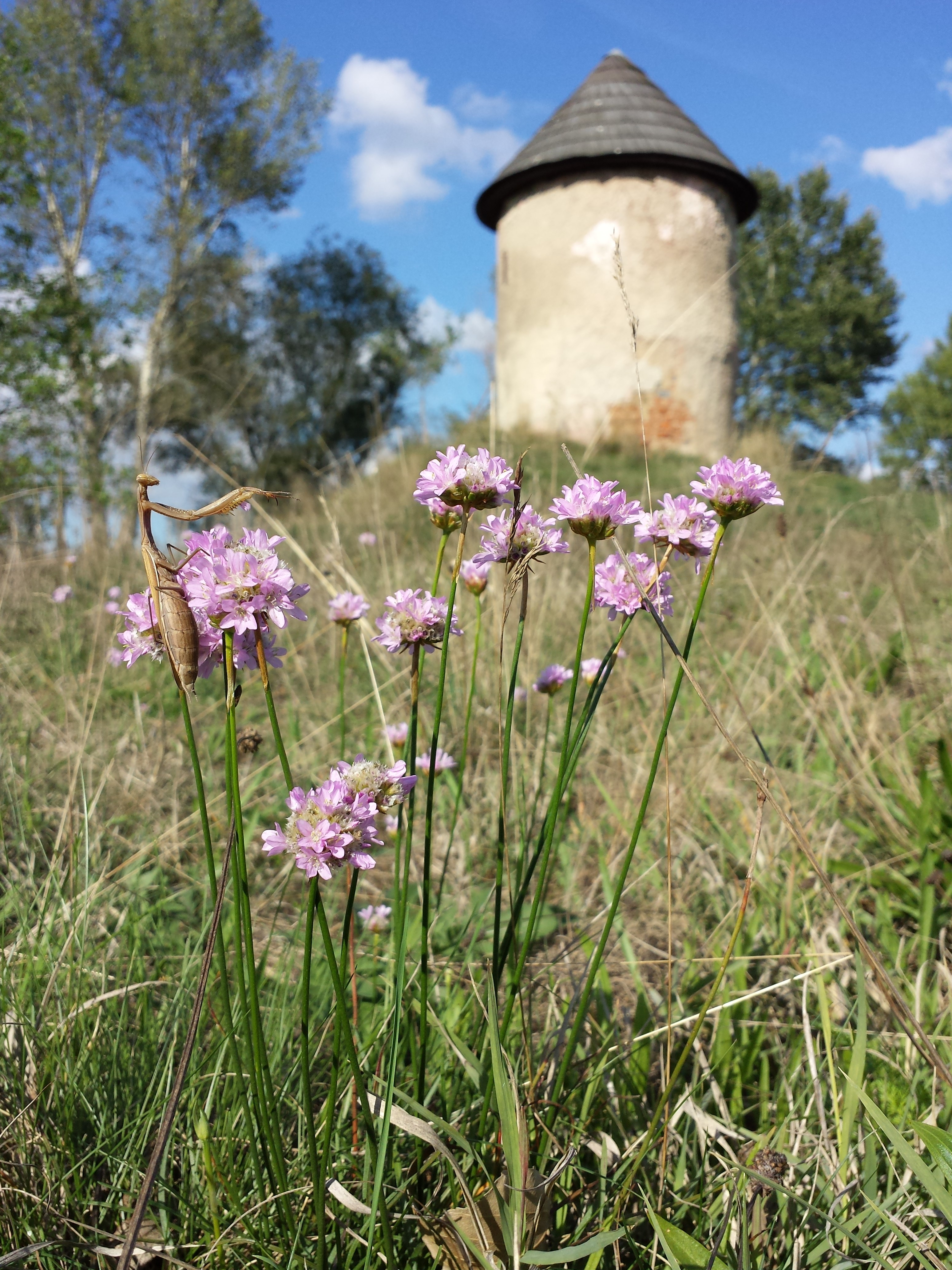
Pulverturm-Tümpelwiese mit Sand-Grasnelke (Armeria elongata) und Gottesanbeterin (Mantis religiosa)

- Naturdenkmal Pulverturm-Tümpelwiese[9]

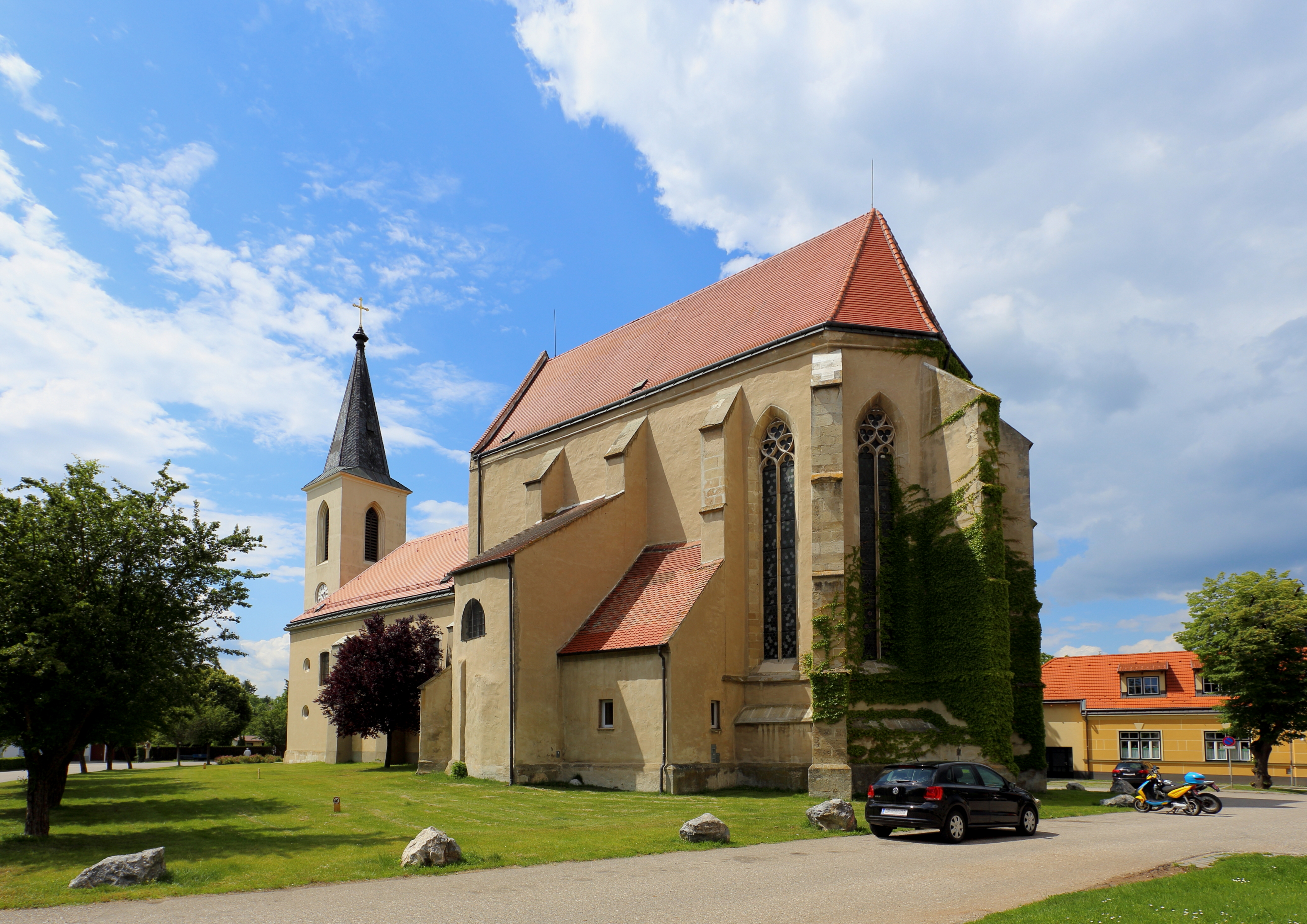
Pfarrkirche Marchegg
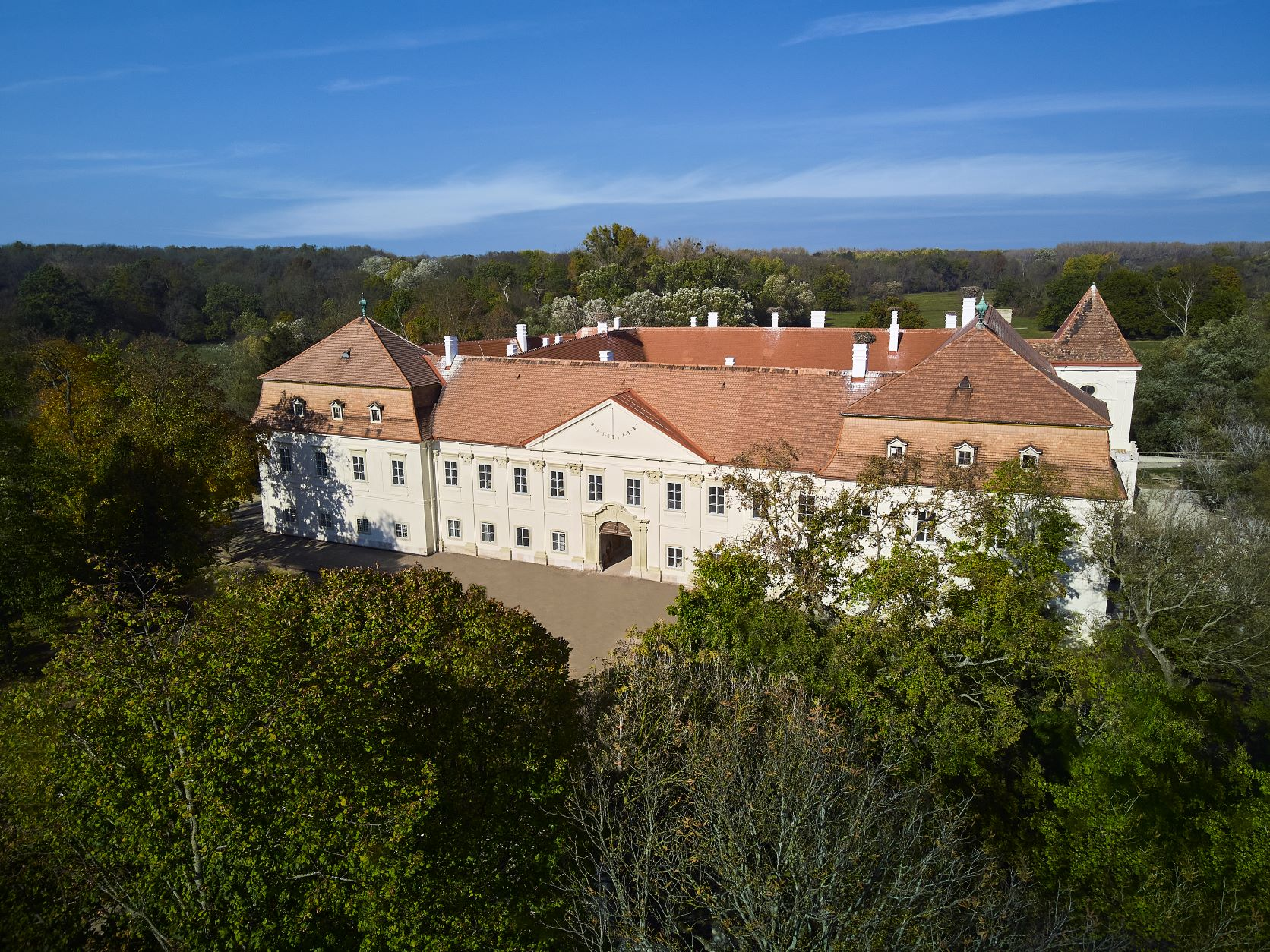
Schloss Marchegg
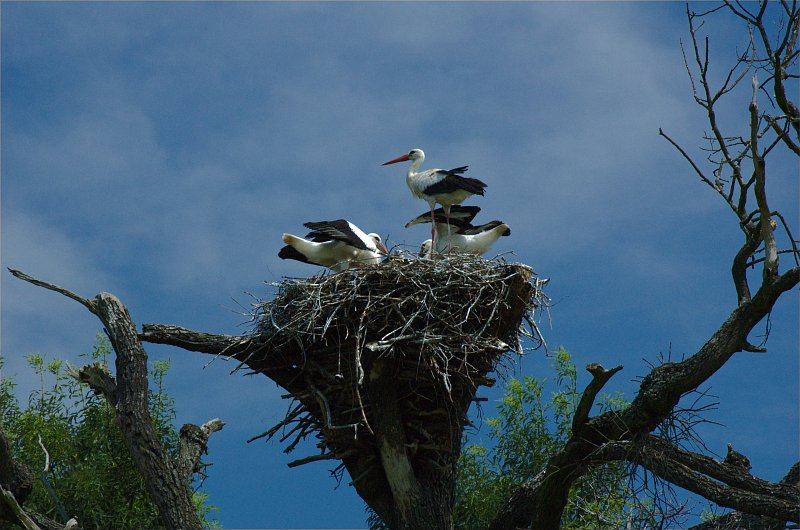
Störche
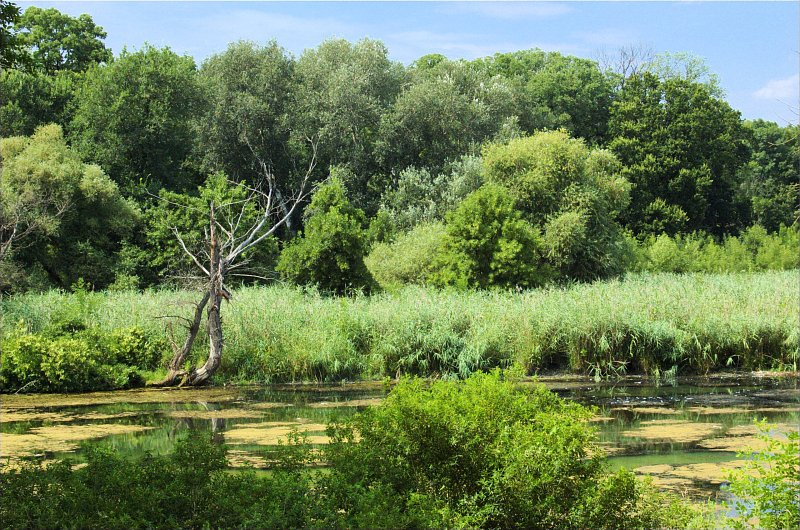
Naturschutzgebiet Untere Marchauen

## Wirtschaft und Infrastruktur
Nichtlandwirtschaftliche Arbeitsstätten gab es im Jahr 2001 98, land- und forstwirtschaftliche Betriebe nach der Erhebung 1999 54. Die Erwerbsquote lag 2001 bei 43,57 %, d. h. 1.242 der 2.850 Einwohner waren berufstätig.
2001 wurde der Ecoplus Wirtschaftspark Marchegg gegründet, der mit seinen 44 ha Fläche ein Angebot an Wirtschaftstreibende mit Bezug zur Slowakei darstellen soll.
2015 lag die Erwerbsquote bei 48,3 %, 1.427 der 2.941 Einwohner waren berufstätig. Von 1.238 berücksichtigten Erwerbstätigen waren im Jahr 2015 987 Auspendler, zum größten Teil (502) in ein anderes Bundesland. Die Anzahl der land- und forstwirtschaftlichen Betriebe nahm zwischen 1999 und 2010 um 25,5 % auf 41 ab.

### Verkehr

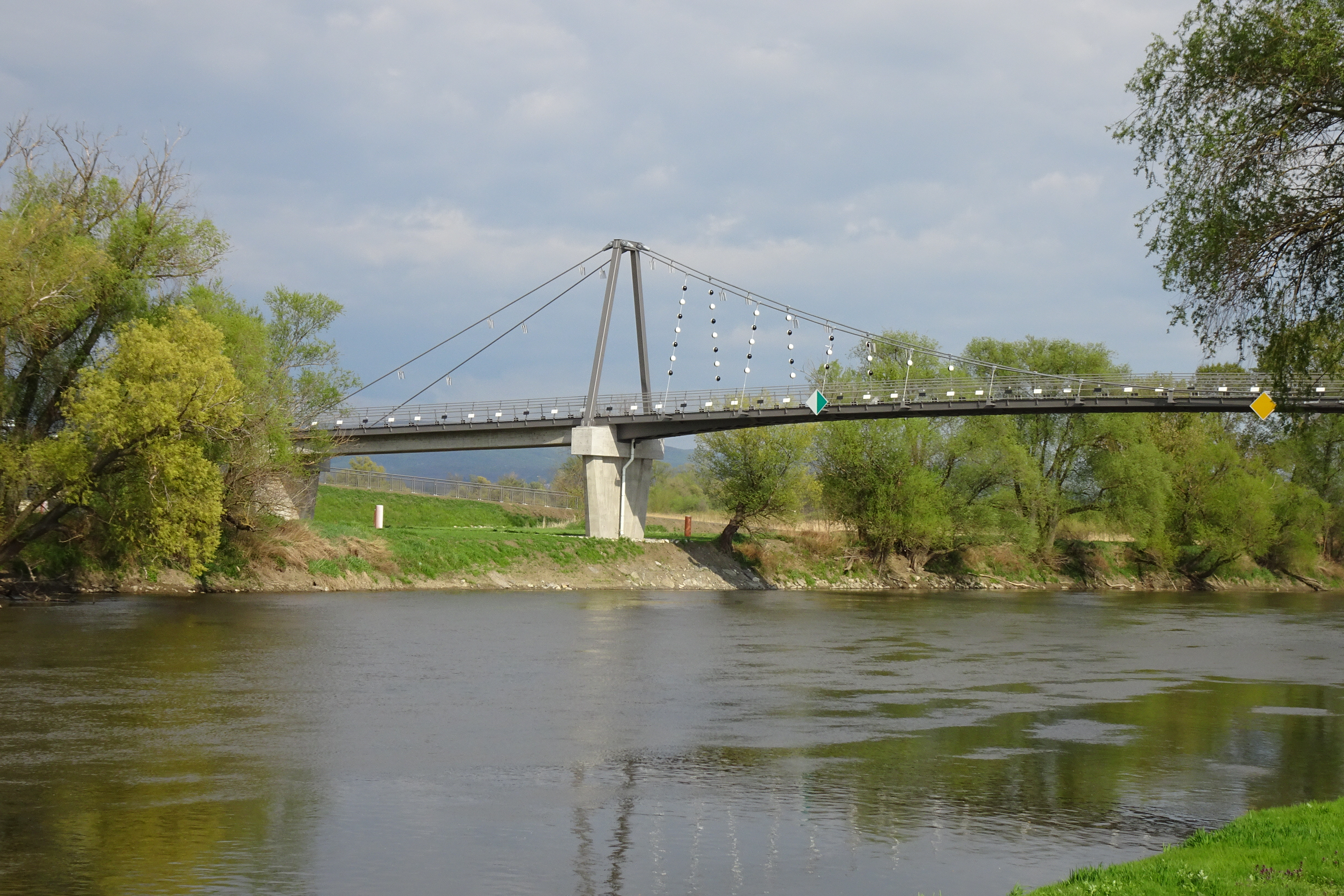
Die Fahrradbrücke

- Bahn: Im Bahnhof, in dem bis Ende 2007 die dann abgeschaffte österreichische Grenzkontrolle stattfand, treffen, von Westen aus gesehen, zwei Bahnlinien zusammen: die Marchegger Ostbahn und die Marchfeldbahn. Nach Osten führt die Bahn nach Devínska Nová Ves. Unter der Woche gibt es stündlich Regionalzüge Richtung Wien und ebenfalls stündliche REX nach Wien bzw. Bratislava. Am Wochenende sowie an Feiertagen verkehren die Regionalzüge Richtung Wien nun ebenfalls stündlich. Nach Wien über Gänserndorf fahren stündlich S-Bahnen.
- Im Jahr 2022 wurde eine neue Fahrradbrücke über die March eröffnet, die VysoMarch (nach den Orten, die sie verbindet – Vysoká pri Morave und Marchegg).

### Freizeit und Tourismus
Im südwestlichen Teil des Gemeindegebietes liegt das Feriendorf Breitensee.

### Sport
- SC Marchegg gegründet 1920

## Politik

### Gemeinderat
Der Gemeinderat hatte 21 Mitglieder und 23 Mitglieder seit dem Jahr 2025.
- Nach den Gemeinderatswahlen in Niederösterreich 1990 hatte der Gemeinderat folgende Verteilung: 12 SPÖ, 7 ÖVP, und 2 FPÖ.
- Nach den Gemeinderatswahlen in Niederösterreich 1995 hatte der Gemeinderat folgende Verteilung: 10 SPÖ, 6 ÖVP, 4 Bürgerliste Breitensee-Marchegg, und 1 FPÖ.[14]
- Nach den Gemeinderatswahlen in Niederösterreich 2000 hatte der Gemeinderat folgende Verteilung: 9 ÖVP, 6 SPÖ, 3 Namensliste Johann Krehula, 2 Bürgerliste Breitensee-Marchegg, und 1 FPÖ.[15]
- Nach den Gemeinderatswahlen in Niederösterreich 2005 hatte der Gemeinderat folgende Verteilung: 10 ÖVP, 10 SPÖ, und 1 Bürgerliste Breitensee-Marchegg.[16]
- Nach den Gemeinderatswahlen in Niederösterreich 2010 hatte der Gemeinderat folgende Verteilung: 12 ÖVP, 8 SPÖ, und 1 FPÖ.[17]
- Nach den Gemeinderatswahlen in Niederösterreich 2015 hatte der Gemeinderat folgende Verteilung: 11 ÖVP, 9 SPÖ, und 1 FPÖ.[18]
- Nach den Gemeinderatswahlen in Niederösterreich 2020 hatte der Gemeinderat folgende Verteilung: 12 ÖVP, 6 Grüne und 3 FPÖ.[19]
- Nach den Gemeinderatswahlen in Niederösterreich 2025 hat der Gemeinderat folgende Verteilung: 12 ÖVP, 5 SPÖ, 4 FPÖ und 2 BLIMB.[20]

### Bürgermeister
- bis 2008 Peter Schmidt
- 2008–2023 Gernot Haupt (ÖVP)
- seit 1. Dezember 2023 Andreas Pataki (ÖVP)[21]

## Persönlichkeiten

### Söhne und Töchter der Gemeinde
- Josef Durry (1881–1970), ÖVP-Politiker, Bürgermeister von Marchegg
- Siegfried Geyer, geboren als Siegfried Geyerhahn (1883–1945), Lustspielautor, Dramaturg, Theaterleiter, Journalist und Übersetzer
- Emerich Angerer (1891–1966), Tischlermeister und Politiker
- Sepp Kast (1917–1996), Feuerwehrfunktionär und Angehöriger der Waffen-SS
- Kurt Neuner (1925–2015), ÖVP-Politiker, Nationalratsabgeordneter
- Werner Fasslabend (* 1944), Jurist und ÖVP-Politiker, Verteidigungsminister und Dritter Nationalratspräsident

### Personen mit Bezug zur Gemeinde
- Anton Maria Schwartz (1852–1929), Kaplan in Marchegg, 1998 durch Papst Johannes Paul II. seliggesprochen
- Felix Dvorak (* 1936), Schauspieler, Theaterintendant und Autor, besaß in Marchegg ein Haus, in dem er auch einige Jahre seinen Hauptwohnsitz hatte
- Günther Loewit (* 1958), Schriftsteller, Stadtarzt in Marchegg

## Filme
- 1969/1970 Austrommeln in Breitensee/Marchegg und Ausblasen in Bad Pirawarth.[22]